# Hajime Sorayama
Hajime Sorayama (空山基?, Sorayama Hajime; Imabari, 22 febbraio 1947) è un artista e illustratore giapponese.

## Biografia
Figlio di un carpentiere, mostra i primi segni di talento artistico già ai tempi della scuola elementare. Frequenta la scuola superiore Imabari Kita. Nel 1965 viene ammesso alla facoltà universitaria Shikoku Gakuin, dove studia letteratura inglese e greca per un anno e mezzo. Nel 1967 entra alla Chuo School of Art di Tokyo, dove impara le basi per la sua futura professione di illustratore. Si diploma due anni dopo, all'età di 22 anni e ottiene un posto in una agenzia pubblicitaria. I suoi soggetti sono tra i più variegati, e impiega prevalentemente matite, penne, pennarelli colorati e raramente l'aerografo. Nel 1972 diventa illustratore freelance.
Principalmente noto per le sue tipiche donne robot in pose suggestive, nello stile delle pin up, è anche attivo in altri ambiti. Tra il 2000 e il 2012 ha collaborato con Sony al design del prototipo di Aibo, ottenendo il Japan's Grand Prize, il più autorevole premio al design in Giappone e l'esposizione permanente al MOMA e allo Smithsonian Institute Museum. Fa inoltre parte di un gruppo di 25 artisti giapponesi per il White Dunk Project di Nike.
I suoi lavori sono inoltre presenti in ambito cinematografico, nei film Splatters - Gli schizzacervelli (1992), Timecop (1994), Space Truckers (1996), Nightwatch - Il guardiano di notte e Spawn (1997), e musicale, nella copertina dell'album Just Push Play degli Aerosmith (2001).
Ha due figlie, Ai (nata nel 1979) e Nami (nata nel 1981). Attualmente vive a Tokyo. Nel 2021, l'account ufficiale del merchandising di The Weeknd su Instagram ha annunciato la collaborazione con Hajime Sorayama per la produzione di merchandising per celebrare il decimo anniversario del mixtape di The Weeknd, Echoes of Silence.

### In altre pubblicazioni
- Technical & Realistic Illustrations of Japan (1981, Graphic-sha)
- Realistic Illustrations in Japan (1984, Graphic-sha)
- Realistic Illustrations in Japan 2 (1987, Graphic-sha)